# Милост
Милост (на турски: Merhamet) e турски драматичен сериал, излязъл на телевизионния екран през 2013 г.

## Излъчване
| Сезон | Сезон | Епизоди | Начало на сезона  | Край на сезона | Всички епизоди | ТВ сезон    | ТВ канал | Дата и час       |
| ----- | ----- | ------- | ----------------- | -------------- | -------------- | ----------- | -------- | ---------------- |
|       | 1     | 19      | 13 февруари 2013  | 19 юни 2013    | 1 – 19         | 2013        | Kanal D  | сряда (20:00)    |
|       | 2     | 25      | 11 септември 2013 | 12 март 2014   | 20 – 44        | 2013 – 2014 | Kanal D  | сряда (20/22:00) |

## Излъчване в България
| Сезон | Сезон | Епизоди | Начало на сезона    | Край на сезона      | Всички епизоди | ТВ сезон       | ТВ канал | Дата и час                 |
| ----- | ----- | ------- | ------------------- | ------------------- | -------------- | -------------- | -------- | -------------------------- |
|       | 1     | 27      | 5 ноември 2014 г.   | 11 декември 2014 г. | 1 – 27         | 2014 г.        | bTV      | всеки делничен ден (20:00) |
|       | 2     | 30      | 12 декември 2014 г. | 6 февруари 2015 г.  | 28 – 57        | 2014 – 2015 г. | bTV      | всеки делничен ден (20:00) |

## Актьорски състав
- Йозгю Намал – Нарин Йълмаз – Казан
- Ибрахим Челиккол – Фърат Казан
- Бурчин Терзиолу – Дениз Туналъ – Карайел
- Мустафа Юстюнда – Сермет Карайел
- Ясемин Ален – Ърмак Туналъ
- Ахмет Ръфат Шунгар – Атъф Бирсел
- Тургут Тунчалп – Москоф Реджеп Йълмаз
- Дилара Аксюйек – Шадие Йълмаз
- Еркан Колчак Кьостендил – Мехмет Йълмаз
- Къванч Касабалъ – Синан
- Мехмет Али Каптанлар – Хикмет Казан
- Халдун Бойсан – Неджати
- Фърат Албайрам – Джан
- Мерт Асутай – Ерол
- Коста Кортидис – Ердоган
- Айшегюл Дженгиз Акман – Хатидже Йълмаз
- Джерен Ергинсоу – Юмюхан
- Бора Кочак – Али
- Елиф Джерен Баръкчъ – Малката Нарин
- Едже Наз Мутлуер – Малката Шадие
- Бурак Джан Арас – Малкия Мехмет
- Музафер Куйту – Малкия Фърат

## В България
В България сериалът започва на 5 ноември 2014 г. по bTV и завършва на 11 декември. Втори сезон започва на 12 декември и завършва на 6 февруари 2015 г. Дублажът е на студио Медиа Линк. Ролите се озвучават от Милена Живкова, Десислава Знаменова, Нина Гавазова, Любомир Младенов и Илиян Пенев.
На 24 ноември започва повторно излъчване по bTV Lady и завършва на 10 февруари 2016 г. На 1 юли 2017 г. започва ново повторение и завършва на 13 януари 2018 г.